# راهزنان

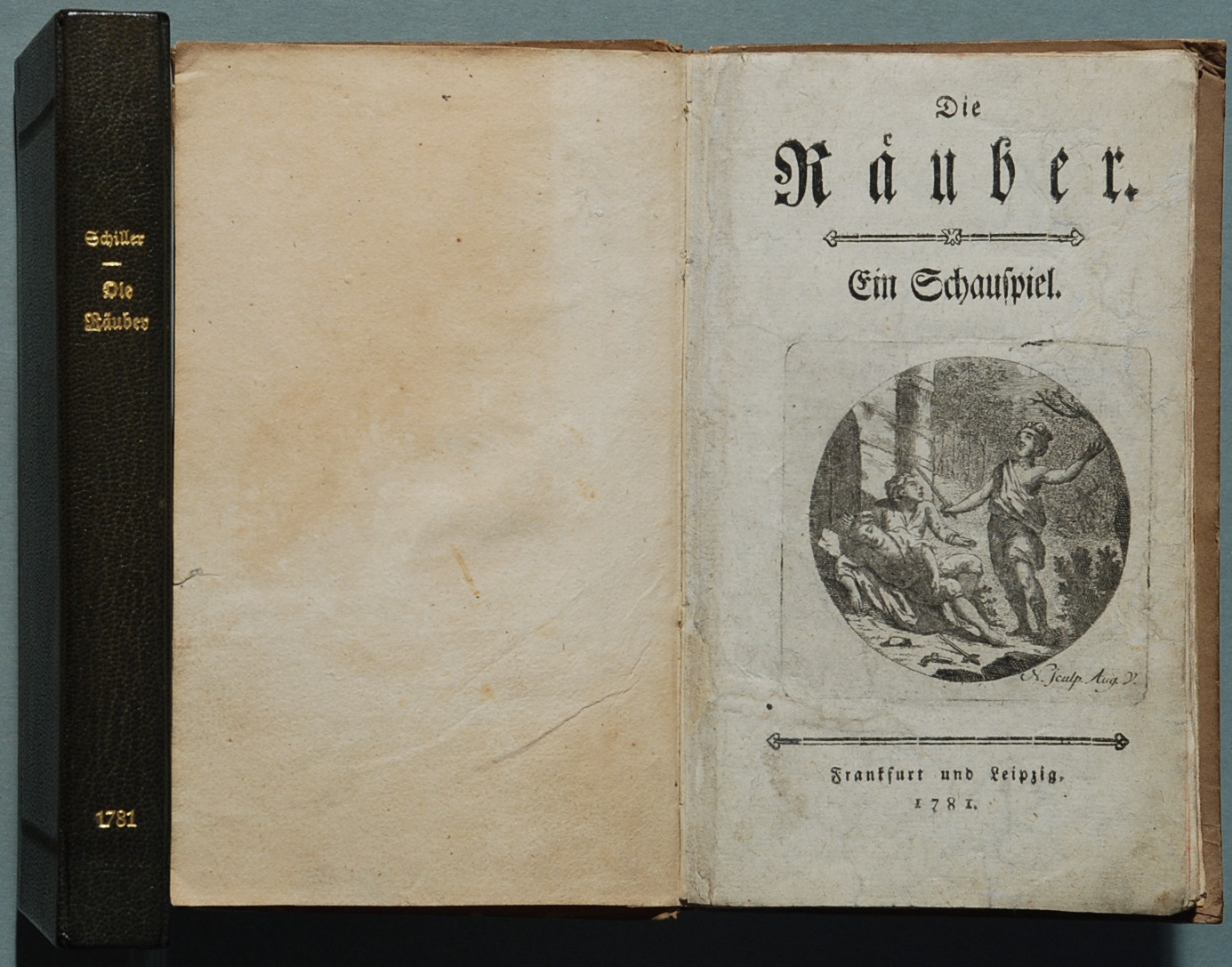
اولین نگارش نمایشنامه راهزنان

راهزنان (Die Räuber) عنوان اولین نمایشنامه‌ای است که فریدریش شیلر، نمایشنامه نویس آلمانی، نگاشته‌است. این نمایشنامه در سال ۱۷۸۱ منتشر شد و برای اولین بار در ۱۳ ژانویه ۱۷۸۲ در مانهایم آلمان به روی صحنه رفت. در آن زمان این اثر به دلیل تأثیری که بر ملودرام اروپایی گذاشت، مورد تحسین بسیاری از منتقدان از جمله پیتر بروکس قرار گرفت.
در این اثر جنگ بین احساسات لطیف و باشکوه انسانی در برابر ناملایمات در برهه‌ای از تاریخ آلمان به نمایش گذاشته می‌شود. تنفر از جامعهٔ پر از تبعیض و دروغ، مبارزهٔ ایده‌آلیست‌های از جان گذشته برای آزادی و برپایی بهشت موعود بر روی زمین و آرمان گرایی بی منطق ایده‌های اصلی این نمایش هستند. این متن شاعرانه پر از احساسات پرشور جوانان آن دوران در آلمان است. این اثر پس از گذشت ۲۰۰ سال، هنوز تازگی و طراوتش را از دست نداده، به گونه‌ای که در اروپا، یکی از پر اجراترین آثار کلاسیک آلمان به‌شمار می‌رود.

## خلاصه داستان
دوک ثروتمندی دو پسر دارد. کارل محبوب پدر و دیگر ساکنان قصر است اما برادر کوچک تر، فرانس، در رنجی بی امان دست و پا می‌زند. چرا که به دلیل دارا بودن ویژگی‌های زشت درونی و بیرونی، منفور همگان است. فرانس، برای انتقام گرفتن از طبیعت، رسیدن به قدرت و همچنین تصاحب نامزد برادرش، آمالیا، نقشه‌ای شوم می‌کشد. کارل برای ادامهٔ تحصیل به شهر دیگری رفته‌است. او که قلب پر از مهری به انسان و انسانیت دارد، از دیدن بی عدالتی، دروغ، پستی، ریا و کم شدن ارزش انسان‌ها در جامعه رنج می‌برد. به همین رو، مدتی است که برای انتقام از جامعه و خالی کردن عقده هایشان، با عده‌ای از دوستانش رو به عیاشی آورده‌اند. پس از مدتی کارل متوجه اشتباهش می‌شود و نامه‌ای به پدرش می‌نویسد، تمام کارهای زشتی را که انجام داده را نام می‌برد و از پدرش تقاضای بخشش می‌کند. فرانس نامه‌ای جعل شده را برای پدرش می‌خواند و چنین وانمود می‌کند که کارل به خاطر جنایات بی شمار، تحت تعقیب است. فرانس از قول پدر نامه‌ای شوم برای برادرش می‌نویسد و کارل را از بازگشت به خانه ناامید می‌کند. با رسیدن نامه کارل آتشفشانی خروشان می‌شود و برای جنگ با بی عدالتی و قوانین ضد انسانی، دست به اسلحه می‌برد و با دوستانش یک گروه راهزنی تشکیل می‌دهد. خودش "رابین هود"وار، هرچه چپاول می‌کند، بین فقرا تقسیم می‌کند. اما در گروهش افرادی هستند که از چپاول کردن و تجاوز به حقوق مردم لذت می‌برند. زمانی می‌رسد که کنترل گروه از دست کارل خارج می‌شود. این غارتگری‌ها روح کارل را منقلب می‌کند و متوجه می‌شود که بی عدالتی در اجتماع را با بی قانونی نمی‌توان از بین برد و باز هوای بازگشت به خانه به سرش می‌زند.

پوستر نمایش راهزنان در تئاتر شهر تهران

فرانس با خبر دروغین مرگ کارل، پدر را از پا می‌اندازد، سپس پدرش را در زیرزمین برج زندانی می‌کند تا از گرسنگی بمیرد. تمام حربه‌های فرانس، که اکنون ارباب شده، برای تصاحب آمالیا، نامزد برادرش، با مقاومت با شکوه آمالیا روبرو می‌شود. حتی خبر مرگ کارل هیچ خللی در عشق پاکش ایجاد نمی‌کند. کارل با لباس مبدل به قصر می‌رود و در آن جا متوجه تمام جریان می‌شود. پدرش را نجات می‌دهد، اما پدر وقتی متوجه می‌شود که او رئیس راهزنان است، درجا می‌میرد. راهزنان به قصر حمله می‌کنند و فرانس از ترس، خود را حلق آویز می‌کند. کارل می‌خواهد به زندگی عادی و نزد عشقش بماند اما خواسته آخر آمالیا مرگ است... ایده‌آل‌های نسلی، برای برپایی یک جامعه برابر و انسانی به شکلی تراژیک به پایان می‌رسد.

## بازیگران اصلی نمایشنامه
- کُنت وُن مور (یا مور پیر) نام پدر پیر و دوست داشتنی کارل و فرانس است. او در درون شخص خوبی است. اما او ضعیف است و در تشخیص درستی دو فرزندش دچار اشتباه می‌شود.
- کارل مور نام فرزند بزرگتر کُنت است. او فرد خوب و انسان دوستی است. او به شدت عاشق نامزدش آمالیا است و در دوری از نامزدش به سر می‌برد.
- فرانس مور فرزند کوچکتر است و زشتی و پلیدی درون او را فرا گرفته‌است. او برای انتقام از طبیعت و رسیدن به قدرت دست به کارهای زشتی می‌زند و در نهایت به دست خودش به قتل می‌رسد.
- آمالیا اِدِلریک نامزد کارل و زنی خوش قلب است و عشقی پاک به کارل دارد.

## اجرا در تهران
این نمایشنامه در تاریخ ۳۰ شهریور ۱۳۹۱ تا ۱۲ آبان ۱۳۹۱ در تالار اصلی مجموعه تئاتر شهر تهران برگزار شد. این اثر به ترجمه و کارگردانی علیرضا کوشک جلالی و به شکلی متفاوت اجرا شد.